# NGC 1375
NGC 1375 é uma galáxia {{{typ}}} localizada na direcção da constelação de Fornax. Possui uma declinação de -35° 15' 57" e uma ascensão recta de 3 horas, 35 minutos e 16,8 segundos.
A galáxia NGC 1375 foi descoberta em 29 de Novembro de 1837 por John Herschel.